# FIFA Street
FIFA Street è un videogioco di calcio del 2005, prodotto da Electronic Arts.

## Dinamiche di gioco
Le partite sono ambientate in vicoli cittadini tra squadre di 4 giocatori, senza arbitro e senza regole.
Gli obiettivi sono due: 
- Vincere l'incontro, segnando il numero di gol previsto (di solito 5) prima della squadra avversaria;
- Ottenere i punti bonus, tramite le mosse speciali;

## Modalità di gioco
- Gioca ora: il computer seleziona casualmente due squadre; per vincere l'incontro è necessario segnare cinque gol.
- Amichevole: il giocatore seleziona due squadre; può scegliere le formazioni, lo stadio e le impostazioni dell'incontro (modificando anche il numero di gol necessario per la vittoria).
- Domina la strada: il giocatore compone una squadra, creando il proprio alter ego e scegliendo i compagni di squadra. Vincendo le partite, può accedere a nuove città, avere altri compagni di squadra, sbloccare elementi e partecipare a tornei che mettono in palio crediti (note abilità). L'obiettivo della modalità è il completamento al 100 %.
- Crea giocatore: si possono creare fino a quattro giocatori, impostandone l'aspetto fisico e l'abbigliamento.
- Squadra delle stelle: si creano 4 squadre, scegliendo i giocatori (anche di varie nazionalità) e il loro abbigliamento.

## Città
È possibile giocare nelle seguenti città:
- Amsterdam
- Barcellona
- Berlino
- Città del Messico
- Lagos
- Londra
- Marsiglia
- New York
- Rio de Janeiro
- Roma

## Squadre
Le squadre disponibili sono tutte nazionali:
- Australia
- Brasile
- Corea del Sud
- Danimarca
- Francia
- Germania
- Inghilterra
- Irlanda
- Italia
- Messico
- Nigeria
- Portogallo
- Repubblica Ceca
- Spagna
- Stati Uniti

## Mosse
Per eseguire le mosse utili ad eludere gli avversari, tra cui finte e giocate, è sufficiente muovere il pad analogico nella direzione voluta. Ad ogni mossa riuscita, in alto a sinistra dello schermo, compare una freccia di colore diverso in base al tipo della stessa:
- Arancione, per le mosse più facili;
- Verde, per le mosse più difficili;
- Azzurro, per le mosse che fanno accumulare punti;
- Giallo, per le mosse che sfruttano elementi del campo;

Eseguendo correttamente le mosse, si riempie la barra Gamebreaker: quando la barra è piena, è possibile effettuare il tiro più potente (premendo il grilletto sinistro e il tasto del tiro). I giocatori sulla traiettoria del tiro vengono abbattuti, deviando la palla: se non vi sono deviazioni, la palla finisce nella porta avversaria.

## Seguiti
- FIFA Street 2
- FIFA Street 3
- FIFA Street (2012)